# Riesenstern
Ein Riesenstern (oder einfach nur Riese) ist ein Stern mit extrem großem Durchmesser und extrem großer Leuchtkraft. Er ist das zweite Stadium der Sternentwicklung von sonnenähnlichen Sternen, in das er nach einem langlebigen Gleichgewichtszustand (Hauptreihen- oder „eigentlicher“ Zwergstern) eintritt. Im Hertzsprung-Russell-Diagramm (HRD) befinden sich die Riesensterne bei gleicher Oberflächentemperatur oberhalb der Hauptreihe. In der Regel haben Riesen einen Radius zwischen 10 und 100 Sonnenradien bei einer Helligkeit, die zwischen dem 10- und 1000-fachen unserer Sonne liegt.
Man unterscheidet fünf Arten von Riesen.
- Unterriesen, Sterne der Leuchtkraftklasse IV. Sie befinden sich im HRD zwischen dem Riesenast und der Hauptreihe.
- (Normale) Riesen der Leuchtkraftklasse III. Sie bilden im HRD den Roten Riesenast.
- Helle Riesen, Sterne der Leuchtkraftklasse II. Sie finden sich im HRD oberhalb der normalen Riesen
- Überriesen, Sterne der Leuchtkraftklasse I. Aufgrund ihrer noch höheren Leuchtkraft liegen sie im HRD noch über den hellen Riesen.
- Hyperriesen, Sterne der Leuchtkraftklasse 0

In späten Spektralklassen liegt das Strahlungsmaximum von Riesen im roten Spektralbereich. Sie werden daher in diesem Stadium auch als Rote Riesen bzw. Rote Überriesen bezeichnet. Entsprechend bezeichnet man Riesen mittlerer oder früher Spektralklassen als Gelbe oder Blaue Riesen.

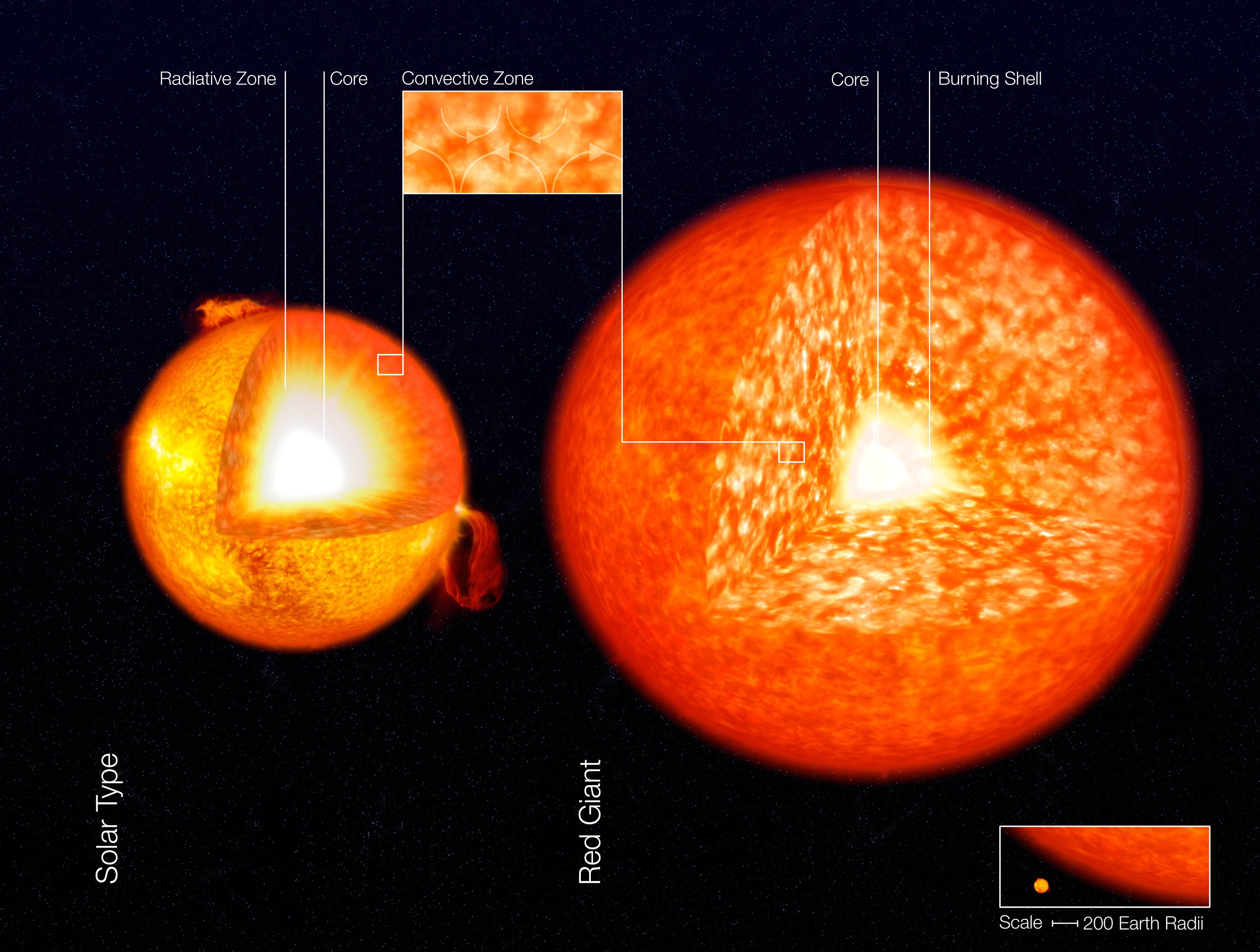
Interner Aufbau eines sonnenähnlichen Sterns und eines Roten Riesen.

## Entwicklungsszenarien

### Sterne bis 0,25 Sonnenmassen
In Sternen mit weniger als 0,25 Sonnenmassen vollzieht sich während des Großteils ihrer Lebenszeit im Inneren eine durchgehende Konvektion, das heißt, es kommt zu einem stetigen Wärmedurchfluss innerhalb des Kerns, so dass sich das Verschmelzen des Wasserstoffs für eine Zeit von mehr als einer Billion (1012) Jahren fortsetzen kann; ein Zeitraum, der viel länger ist als das bisherige Alter des Universums. Irgendwann aber wird sich sein Zentrum zu einem Strahlungskern entwickeln, mit der Folge, dass sich der Wasserstoff im Kern erschöpft und eine Verbrennung von Wasserstoff in einer Schale um den Kern herum beginnt. (Bei Sternen mit einer Masse von mehr als 0,16 Sonnenmassen kann es hierbei zu einer Erweiterung der Hülle kommen, aber diese Expansion wird nie sehr groß werden.) Kurz danach wird das Angebot an Wasserstoff bei einem solchen Stern vollständig ausgeschöpft sein und er wird zu einem Weißen Zwerg mit einem Heliumkern zusammenfallen.

### Sterne zwischen 0,25 und 0,5 Sonnenmassen
Ein Stern, der sich auf der Hauptreihe befindet und dessen Masse sich zwischen etwa 0,25 und 0,5 Sonnenmassen befindet, wird vermutlich nie die notwendigen Temperaturen erreichen, die für die Fusion von Helium erforderlich sind. Aus einem solchen Stern wird sich ein Wasserstoff brennender Roter Riese entwickeln, aus dem letztendlich ein Weißer Zwerg mit einem Heliumkern entstehen wird., § 4.1, 6.1. Sterne zwischen 0,25 und 0,5 Sonnenmassen ziehen sich zusammen, sobald der gesamte Wasserstoff in ihrem Innern durch die Fusion verbraucht wurde. Wasserstoff wird nun in einer Hülle um den heliumreichen Kern zu Helium verbrannt, wobei der Teil des Sterns außerhalb der Schale expandiert und sich abkühlt. Während dieser Periode seiner Entwicklung wird ein solcher Stern nun dem Unterriesen-Ast im Hertzsprung-Russell-Diagramm (HRD) angehören. In diesem Abschnitt befinden sich stellare Objekte, deren Leuchtkraft etwa konstant bleibt, wobei ihre Oberflächentemperatur jedoch abnimmt. Eventuell wird ein solcher Stern auch beginnen, sich im HRD in den Bereich der Roten Riesen zu begeben. An diesem Punkt wird die Oberflächentemperatur des Sterns, der hier typischerweise das Stadium eines Roten Riesen erreicht hat, bei annähernd konstant bleibender Leuchtkraft seinen Radius drastisch erweitern. Der Kern wird sich weiter zusammenziehen, was nun zu einer kontinuierlichen Erhöhung seiner Temperatur führt.

### Sterne ab 0,5 Sonnenmassen
Bei Sternen mit mehr als 0,5 Sonnenmassen beginnt nach der Wasserstoffbrennphase, wenn die Kerntemperatur einen Wert von etwa 100 Millionen (108) Kelvin erreicht, das Heliumbrennen, wobei sich durch den Drei-Alpha-Prozess im Kern Kohlenstoff und Sauerstoff bilden., § 5.9, Kapitel 6. Die Energie, die durch die Kernfusion des Heliums erzeugt wird, bewirkt, dass der Kern sich erweitert. Dadurch kommt es zu einem Effekt, bei dem sich der Druck in der Umgebung der Wasserstoff brennenden Schale verringert, wodurch sich die Energieerzeugung reduziert. Die Leuchtkraft des Sterns nimmt somit ab, seine äußere Hülle zieht sich erneut zusammen und der Stern verlässt den Ast der Roten Riesen. Seine weitere Entwicklung hängt nun von seiner Masse ab. Ist er nicht sehr massereich, wird er sich in einen horizontalen Ast im HRD bewegen oder aber seine Position durchläuft das Diagramm in Schleifen., Kapitel 6.

### Sterne bis 8 Sonnenmassen
Ist der Stern nicht schwerer als etwa 8 Sonnenmassen, wird er nach einiger Zeit das Helium im Kern aufgebraucht haben und es beginnt eine Heliumfusion in einer Hülle um seinen Kern herum. Auf Grund dessen wird dann seine Leuchtkraft wieder zunehmen und er steigt, jetzt als AGB-Stern, in den asymptotischen Riesenast des HR-Diagramms auf. Nachdem der Stern den Großteil seiner Masse verloren hat, wird sein Kern als ein aus Kohlenstoff und Sauerstoff bestehender Weißer Zwerg zurückbleiben., § 7.1–7.4.

### Sterne ab 8 Sonnenmassen
Bei denjenigen Hauptreihensternen, deren Massen groß genug sind, um schließlich eine Kohlenstofffusion zu entzünden – dies ist ab ca. 8 Sonnenmassen der Fall, S. 189 – können verschiedene Szenarien eintreten. Diese Sterne werden ihre Helligkeit nicht wesentlich erhöhen, nachdem sie die Hauptreihe verlassen haben, aber sie werden roter erscheinen. Sie können sich jedoch ebenso zu einem Roten oder Blauen Überriesen entwickeln. Gleichsam besteht die Möglichkeit, dass aus ihnen ein Weißer Zwerg entsteht, der einen Kern aus Sauerstoff und Neon besitzt. Denkbar ist zudem die Entstehung einer Typ-II-Supernova, die schließlich einen Neutronenstern oder sogar ein Schwarzes Loch hinterlässt., § 7.4.4–7.8.

## Beispiele
Bekannte Riesensterne unterschiedlicher Leuchtfarbe sind:
- Alkione (η Tauri), ein blau-weißer (B-Typ) Riese,[9] der hellste Stern im Sternhaufen der Plejaden.[10]
- Thuban (α Draconis), ein weißer (A-Typ) Riese im Sternbild Drache.[11]
- σ Octantis, ein weißer (F-Typ) Riese, der das südliche Gegenstück zum Polarstern darstellt.[12]
- Capella, ein gelb-weißer (G-Typ) Riese, der Hauptstern im Sternbild Fuhrmann.[13]
- Pollux (β Geminorum), ein orangefarbiger (K-Typ) Riese des Sternbildes Zwillinge.[14]
- Mira (ο Ceti), ein roter (M-Typ) Riese im Sternbild Walfisch.[15]
- VFTS 102, bislang schnellster rotierender Stern, als Riesenstern in der Großen Magellanschen Wolke.[16][17]